# Hydrolaetare schmidti
Espèce
Synonymes
- Limnomedusa schmidti Cochran & Goin, 1959

Statut de conservation UICN

 LC  : Préoccupation mineure
Hydrolaetare schmidti est une espèce d'amphibiens de la famille des Leptodactylidae.

## Répartition
Cette espèce se rencontre dans le bassin de l'Amazone jusqu'à 200 m d'altitude, en Colombie, au Pérou, au Bolivie, au Brésil et en Guyane,.

## Étymologie
Cette espèce est nommée en l'honneur de Karl Patterson Schmidt.

## Publication originale
- Cochran & Goin, 1959 : A new frog of the genus Limnomedusa from Colombia. Copeia, vol. 1959, no 3, p. 208-210.